# تاکند
تاکند، روستایی از توابع بخش مرکزی شهرستان تاکستان در استان قزوین ایران است.

## جمعیت
این روستا در دهستان قاقازان غربی قرار دارد و براساس سرشماری مرکز آمار ایران در سال ۱۳۸۵، جمعیت آن ۳۷۰ نفر (۱۱۵خانوار) بوده‌است. زبان مردم روستا مانند دیگر روستاهای منطقه قاقازان ترکی آذربایجانی و مردم روستا شیعه مذهب هستند.